# Johann Michael Beer von Bleichten
Johann Michael Beer von Bleichten (* 17. August 1700 in Bezau; † 26. August 1767 in Mainz) war ein österreichischer Baumeister und Architekt aus Vorarlberg und Sohn von Franz Beer von Bleichten (Auer Zunft). Nicht zu verwechseln ist er mit dem Schüler seines Vaters Johann Michael Beer von Bildstein.
Beer entwarf unter anderem die Klausurbauten des Klosters St. Blasien (1727–1742) und plante auch für das Kloster in St. Gallen. Von 1738 bis 1759 war er kaiserlicher und Kurmainzer Kriegsingenieur.

## Wichtigste Werke
- Kloster Rheinau, Profangebäude, vor 1727
- Kloster St. Blasien, Neubau unter Abt Franz II. Schächtelin 1727 bis 1742, zeitgleich leitete er den Bau des Superioratgebäudes in Todtmoos
- Kloster St. Urban im Kanton Luzern, Neubau des Klostertraktes 1727 bis 1733
- Fassade der Damenstiftskirche in Lindau im Bodensee 1729[1]
- Kloster St. Katharinental im Kanton Thurgau, Neubau der Klosterkirche 1732–1735 nach einem Entwurf seines Vaters[1]